# سباعيات الرجبي في الألعاب الأولمبية الصيفية 2016 – مسابقة الرجال

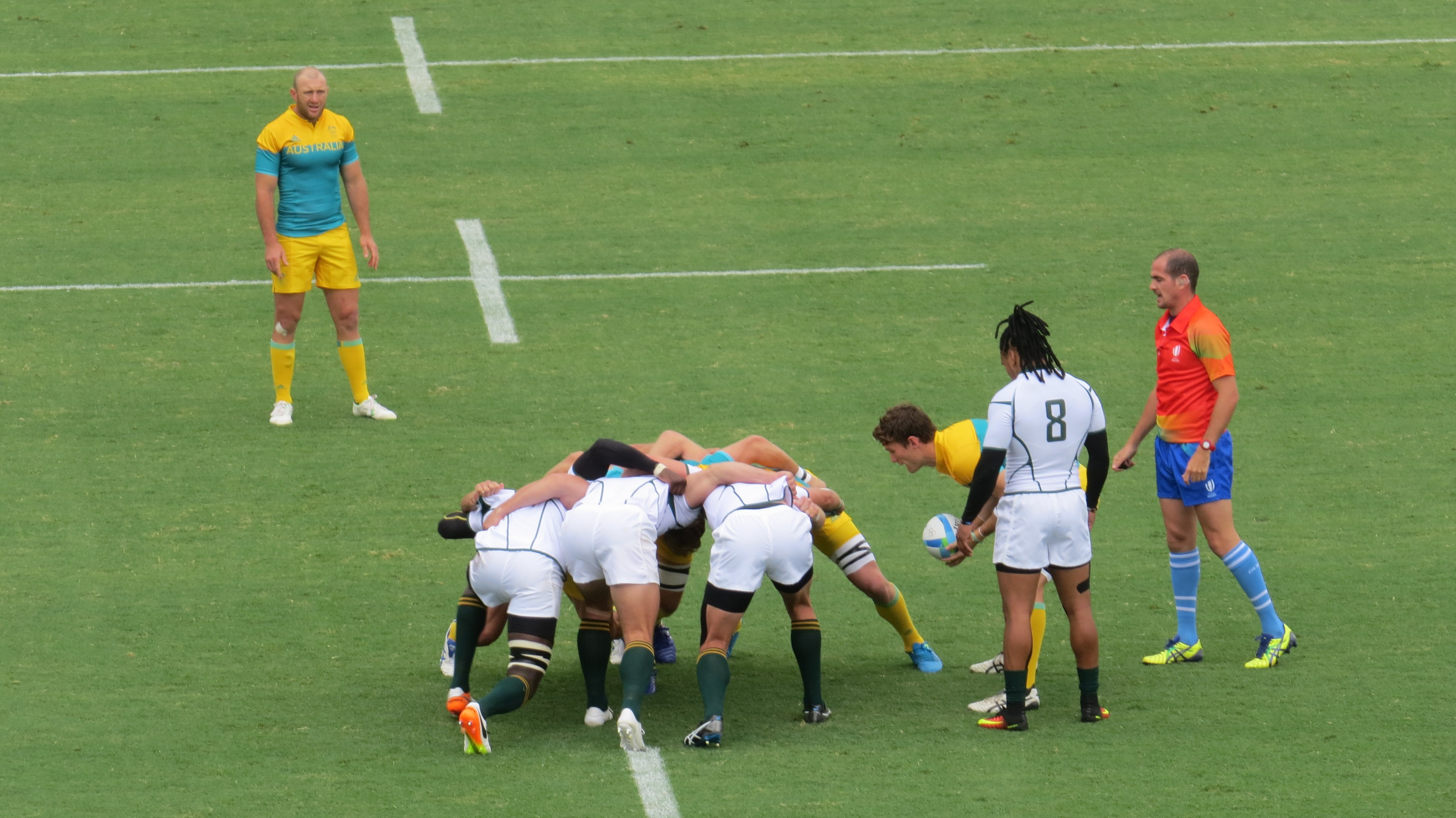

بدأت منافسات سباعيات الرجبي بطولة الرجال في 9 أغسطس واستمرت حتى 11 أغسطس ضمن دورة الألعاب الأولمبية الصيفية 2016 في ريو دي جانيرو، البرازيل أقيمت المنافسة في ملعب ديودورو.